# Távol-Kelet és Óceánia az első világháborúban

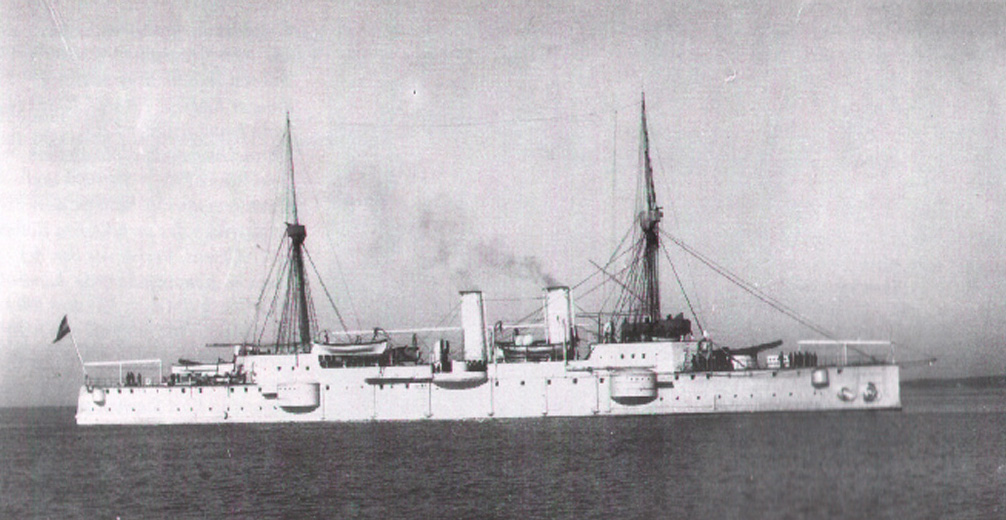
Kaiserin Elisabeth cirkáló

Az első világháború távol-keleti és óceániai hadszínterén folyó harcok túlnyomórészt haditengerészeti műveletek voltak. Az antanthatalmak ezek révén meghódították az összes német gyarmatot a Csendes-óceánon és Kínában. Csingtao ostroma volt a legjelentősebb szárazföldi hadművelet, de kisebb összecsapásokra sor került Német Új-Guineában is. A többi német birtok harc nélkül adta meg magát. A tengeri hadműveletek során a szövetségesek megsemmisítették a német kelet-ázsiai flottacsoportot (Ostasiengeschwader).

## A német szigetek elfoglalása

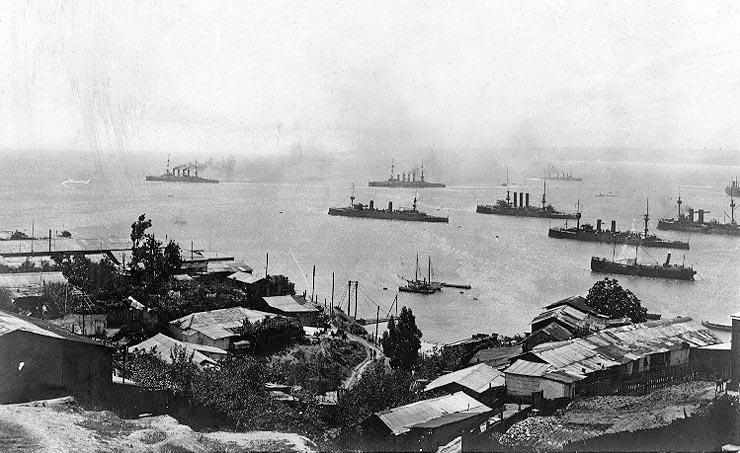
Német hajóraj csata után, 1914. november 3-án elhagyja a valparaísói kikötőt. Elől a Scharnhorst és a Gneisenau, utánuk a Nürnberg. Távolabb az Esmeralda, az O'Higgins és a Blanco Encalada chilei cirkálók, valamint a Capitan Prat chilei csatahajó

Németország számos gyarmattal rendelkezett az óceániai szigetvilágban, mint a Bismarck-szigetek (Új-Guinea északkeleti partjai előtt), Új-Guinea északi része, Salamon-szigetek, Nauru, Marshall-szigetek és a Szamoa-szigetek nyugati része, a mai Szamoa állam. A háború kitörése után Ausztrália megtámadta Új-Guineát, Szamoa pedig ellenállás nélkül megadta magát Új-Zélandnak 1914. augusztus 29-én. Új-Guinea szigetén azonban a német és a bennszülött erők ellenálltak az ausztráloknak. Az 1914. szeptember 11-én lezajlott Bita Paka-i csatában az ausztrálok azonban gyorsan legyőzték őket. A japánok 1914 októberében ultimátumban követelték a Mariana-szigetek, Karolina-szigetek és a Marshall-szigetek átadását. Németország eleget tett a követelésnek.

## Fordítás
- Ez a szócikk részben vagy egészben a Asian and Pacific theatre of World War I című angol Wikipédia-szócikk ezen változatának fordításán alapul.  Az eredeti cikk szerkesztőit annak laptörténete sorolja fel. Ez a jelzés csupán a megfogalmazás eredetét és a szerzői jogokat jelzi, nem szolgál a cikkben szereplő információk forrásmegjelöléseként.